# クリプトジャッキング
クリプトジャッキング (Cryptojacking) またはクリプトジャックは、悪意を持った第三者がコンピューターをハイジャック、またはWebサイトを通じて、暗号通貨を無断でマイニングする行為。これはユーザーが気付かないうちに実行される。代表的なものはCoinhiveで、2019年3月に停止するまでクリプトジャッキングの3分の2以上を占めていた。マイニングに最も利用される暗号通貨は Moneroで90％以上を占めている。Moneroはプライバシーコインと呼ばれ取引履歴が隠されているため使用される。クリプトマイナーの分布は90%がXMRigで、残り10%がXmr-stackとなっている。

## クリプトジャッキングの種類
手口は大きく分けて二つある。

### マルウェア型
マルウェアやトロイの木馬としてコンピューターに感染して、ユーザーの知らないうちに暗号通貨をマイニングさせるマルウェア。このマルウェアを「コインマイナー」と呼ぶこともある。
パソコンやスマートフォン、クラウドなどに潜伏し、マシンのリソースを使用しマイニングする新たなインターネットの脅威で、2017年頃に暗号通貨が高騰することで被害が急拡大している。ノートンのレポートによると1年で85倍もの爆発的な増加があったと報告されている。
他の悪意のある攻撃と同様に、クリプトジャッキングの動機は利益の追求となっている。マイニングには、高性能で高額なGPUや電気代などが大きな負担となる。これらをすべて他人のリソースによって行わせ、利益のみ得ようとする行為である。クリプトジャッキングを受けると、CPUやGPUが計算リソースの過負荷によるパフォーマンスの低下や、熱暴走によるクラッシュ、部品の劣化や最悪の場合は破損に繋がる可能性もある。
またマルウェア型の場合、キーロガーやクリップボードスニッファーが仕込まれている可能性もあり、ユーザーの秘密鍵（暗号通貨アカウントへアクセスするパスワードのようなもの）を盗まれると暗号資産そのものを盗まれる事もある。

#### マルウェアの例
- Stratum

2018年2月に電気自動車テスラのAWSによるクラウドに仕組まれ、クラウドのリソースがマイニングに悪用された。
- Smominru

暗号化ボットネットSmominru約50万台が感染。攻撃者は推定360万ドルを得たとされている。
- Graboid

2019年10月にPalo Alto Networksが発見し名付けたクリプトジャッキングワーム。ネット上に公開されている2,000以上のDockerコンテナに認証なしで拡散し、Moneroの採掘を行っていた。
- MinerGate

クラウド用のマルウェア。ユーザーがローカルデスクトップで活動している時に実行を停止し、検出される可能性が低くなるように設計されている。クラウド上の仮想インスタンスを無断で利用されると、膨大なマイニングが行われ数百万円の利用料の請求された例もある。
- XMRig

2021年2月頃には合法マイニングツールXMRigが無断でクラウドシステム上に設置される攻撃が確認された。実行時には同時にXHideと呼ばれるプロセス隠蔽ツールも使用されていた。
- Android端末用マルウェア

2018年に犯罪グループによって約80万台のAndroid端末にMoneroをマイニングするマルウェアがインストールされた。スマートフォンは排熱がし難いためPCより熱を持ちやすく、通信リソースも消費してしまうためPCよりも深刻な被害を受ける。
- IoT

IoTデバイスは常時電源がオンになっておりネット接続されていることが多いためマルウェアの標的になりやすい。
- GitHub

ソフトウェア開発のプラットフォームGitHubのリポジトリにコードが仕組まれていた。

### Web閲覧型
WebページにJavaScriptなどのコードを埋め込むことで、利用者の許可なしにWeb観覧者のコンピュータ能力を使って暗号通貨のマイニングを行う方法。

#### 事件の例
- 2017年にPolitifact.comやShowtimeにコードが埋め込まれ、サイトを訪れたユーザーのリソースでマイニングが行われた[14]。

- 2018年2月にロサンゼルス・タイムズのクリプトジャッキングをセキュリティ研究者が発見した。金額は不明だが数百万ドルを得たとも言われている[17]。

- Coinhive（コインハイブ）

Web閲覧型もクリプトジャッキングに相当する行為とされ、国際的にはサイバー犯罪として取り締まられているが、Webサイトの運営者が広告代金を得る代わりにコードを設置するケースもあり、クリプトジャッキングとみなすか問題なしと考えるかについては見解が分かれている。

## 注目すべきイベント

### Microsoft Exchange Server
2021年に、Microsoft Exchange Serverで複数のゼロデイ脆弱性が発見され、リモートで任意のコードが実行される可能性がある。